# Scherben bringen Glück (1932)
Scherben bringen Glück ist ein kurzes deutsches Filmlustspiel aus dem Jahre 1932 von und mit Curt Bois.

## Handlung
Der junge Fritz ist unsterblich verliebt in die hübsche Lilly. Doch da gibt es ein Problem, denn die herrische Tante Johanna entscheidet über Wohl und Wehe des Mädchens. Fritz hat eine glänzende Idee: Um die Alte, die demnächst 60 wird, milde zu stimmen und die Zustimmung für eine Vermählung zu erhalten, plant Fritz, bei einer Auktion eine chinesische Vase zu erstehen, die er der gestrengen Tante zum Geburtstag schenken will. Gesagt – getan, doch da fällt das kostbare Geschenk um, und damit geht auch Fritzens Hoffnung auf Lilly in Scherben. Aber die Dinge fügen sich schließlich doch noch zum Guten, denn wie sagt schon das Sprichwort: Scherben bringen Glück!

## Produktionsnotizen
Scherben bringen Glück entstand Mitte 1932, passierte am 15. August 1932 die Filmzensur und wurde für die Jugend freigegeben. Die Originallänge von 689 Metern reduzierte sich bei der Uraufführung am 7. September 1932 auf 558 Meter.

## Wissenswertes
Scherben bringen Glück war Bois‘ erste Filmregie und zugleich sein letzter deutscher Film vor seiner Flucht vor den Nazis, die im darauf folgenden Jahr die Macht ergriffen.